# Lista dos distritos da Tanzânia
Esta é uma lista dos distritos da Tanzânia, separadas por região:

## Tanzânia continental

### Aruxa
- Aruxa
- Ngorongoro
- Monduli
- Karatu
- Longido
- Meru

### Dar es Salaam
- Ilala
- Kinondoni
- Temeke

### Dodoma
- Dodoma
- Kondoa
- Mpwapwa
- Kongwa
- Bahi
- Chamwino
- Chemba

### Geita
- Geita
- Bukombe
- Chato
- Mbogwe
- Nyang'hwale

### Iringa
- Iringa
- Iringa Rural
- Kilolo
- Mufindi

### Kagera
- Bukoba
- Bukoba Rural
- Muleba
- Karagwe
- Ngara
- Biharamulo
- Kyerwa
- Missenyi

### Katavi
- Mpanda
- Nsimbo

### Kigoma
- Kigoma
- Kibondo
- Kasulu
- Buhigwe
- Kakonko
- Uvinza

### Quilimanjaro
- Moshi
- Moshi Rural
- Rombo
- Hai
- Mwanga
- Same
- Siha

### Lindi
- Lindi
- Liwale
- Kilwa
- Ruangwa
- Nachingwea

### Maniara
- Mbulu
- Babati
- Hanang
- Simanjiro
- Kiteto

### Mara
- Musoma
- Musoma Rural
- Bunda
- Butiama
- Rorya
- Serengeti
- Tarime

### Beia
- Beia
- Chunya
- Ileje
- Kyela
- Mbarali
- Mbozi
- Momba
- Rungwe

### Morogoro
- Morogoro
- Gairo
- Kilombero
- Kilosa
- Mvomero
- Ulanga

### Mtwara
- Mtwara
- Masasi
- Nanyumbu
- Newala
- Tandahimba

### Mwanza
- Ilemela
- Kwimba
- Magu
- Misungwi
- Nyamagana
- Sengerema
- Ukerewe

### Njombe
- Njombe
- Ludewa
- Makete
- Wanging'ombe

### Pwani
- Bagamoyo
- Kibaha
- Kisarawe
- Mafia
- Mkuranga
- Rufiji

### Rukwa
- Kalambo
- Lyamba lya Mfipa
- Nkasi
- Sumbawanga

### Ruvuma
- Mbinga
- Namtumbo
- Nyasa
- Songea
- Tunduru

### Shinyanga
- Shinyanga
- Shinyanga Rural
- Kahama
- Kahama Rural
- Kishapu

### Simiyu
- Bariadi
- Busega
- Itilima
- Maswa
- Meatu

### Singida
- Singida
- Singida Rural
- Iramba
- Ikungi
- Manyoni
- Mkalama

### Tabora
- Tabora
- Igunga
- Kaliua
- Nzega
- Sikonge
- Urambo
- Uyui

### Tanga
- Tanga
- Handeni
- Kilindi
- Korogwe
- Lushoto
- Muheza
- Mkinga
- Pangani

## Zanzibar

### Pemba Norte
- Micheweni
- Wete

### Pemba Sul
- Chake Chake
- Mkoani

### Unguja Norte
- Kaskazini A
- Kaskazini B

### Unguja Sul
- Kati
- Kuzini

### Unguja Ocidental
- Magharibi
- Mjini